# Нижнекросские языки
Нижнекросские языки — одна из ветвей кроссриверской языковой надветви бенуэ-конголезской семьи. Область распространения — юго-восточные районы Нигерии (штат Риверс). В состав нижнекросской ветви включают 23 языка: эбугху, эфай, ананг, эфик, ибибио и другие. Наиболее распространённым по числу носителей среди нижнекросских является язык ибибио, насчитывающий 6 млн носителей, из которых для 1,5 млн этот язык является родным.

## Классификация

Ареал языков оболо
Ареал собственно нижнекросских языков

В справочнике языков мира Ethnologue приводится следующая классификация нижнекросских языков:
- оболо: эки, идере, оболо;
- эбугху;
- эфай;
- эфик: ананг, эфик, ибибио, уква;
- экит: экит, этеби;
- энванг-уда: энван, уда;
- ибино;
- ибуоро: ибуоро, ито, иту мбон узо, нкари;
- ико;
- илуэ;
- окобо;
- оро;
- усагхаде.